# Cyananthrax cyanoptera
Cyananthrax cyanoptera är en tvåvingeart som först beskrevs av Christian Rudolph Wilhelm Wiedemann 1830.  Cyananthrax cyanoptera ingår i släktet Cyananthrax och familjen svävflugor. Inga underarter finns listade i Catalogue of Life.